# Mazkeret Batja
Mazkeret Batja (hebr. מזכרת בתיה; pol. Pamięci Batja) – samorząd lokalny położony w Dystrykcie Centralnym, w Izraelu.
Leży w zachodniej części Szefeli, w otoczeniu miasteczka Kirjat Ekron, moszawów Ganne Jochanan, Jacic, Pedaja i Jesodot, oraz kibucu Chulda. Na południe od miasteczka  znajduje się Baza lotnicza Tel Nof, należąca do Sił Powietrznych Izraela.

## Historia
Osada została założona 7 listopada 1883 roku przez jedenaście rodzin żydowskich imigrantów z Rosji (współczesna Białoruś). Była to pierwsza osada rolnicza założona w Palestynie przez syjonistyczny ruch młodzieżowy Chowewej Syjon. Ziemia została zakupiona przez barona Edmonda Jamesa de Rothschilda. Mieszkańcom wiele pomocy udzielił również rabin Samuel Mohylewer. W 1884 roku wybudowano pierwsze cztery domy. Osadę początkowo nazwano Ekron, jednak po wizycie w 1887 roku w osadzie matki barona Rothschilda, zmieniono nazwę na obecną (na pamięć matki barona, Batya de Rothschild).
Podczas wojny domowej w Mandacie Palestyny w 1947 roku i I wojny izraelsko-arabskiej w 1948 roku posterunki żydowskiej policji chroniły lokalne drogi. Z miejscowości wyruszały konwoje z zaopatrzeniem do okrążonej Jerozolimy. Znajdował się tu także szpital przyjmujący rannych podczas bitwy o Latrun.

## Demografia
Zgodnie z danymi Izraelskiego Centrum Danych Statystycznych w 2008 roku w mieście żyło 9,8 tys. mieszkańców, wszyscy Żydzi.
Populacja miasta pod względem wieku:
| Wiek (w latach) | Procent populacji w % |
| --------------- | --------------------- |
| 0-4             | 8,4%                  |
| 5-9             | 10,0%                 |
| 10-14           | 9,9%                  |
| 15-19           | 9,6%                  |
| 20-29           | 13,9%                 |
| 30-44           | 21,5%                 |
| 45-59           | 19,1%                 |
| ponad 60        | 7,7%                  |

Źródło danych: Central Bureau of Statistics.

## Edukacja
Wśród tutejszych szkół znajdują się między innymi: HaNasi Haim Herzog, Ben Gurion, Rabin High oraz Rabin. Jest tu także centrum edukacji religijnej Chabad of Mazkeret Batja.

## Kultura i sport
W miejscowości jest ośrodek kultury, biblioteki, boisko do piłki nożnej, korty tenisowe oraz basen pływacki. Znajduje się tutaj także Muzeum Historii Mazkeret Batja, które przedstawia licznie zgromadzone pamiątki, zdjęcia i dokumenty.

## Gospodarka
Gospodarka miejscowości opiera się na intensywnym rolnictwie i turystyce.

## Turystyka
Stara zabudowa Mazkeret Batja została otoczona ochroną przez Stowarzyszenie Ochrony Miejsc Izraelskiego Dziedzictwa (ang. The Society for Preservation of Israel Heritage Sites, SPIHS). Historyczny kompleks obejmuje kilkanaście starych budynków mieszkalnych, synagogę, kuźnię, dom barona (obecnie służy jako dom opieki dziennej dla osób starszych i dom kultury), studnię i inne obiekty.

## Komunikacja
Na wschód od miejscowości przebiega autostrada nr 6, brak jednak możliwości bezpośredniego wjazdu na nią. Z miasteczka wyjeżdża się na południe na drogę nr 411, którą jadąc na południowy wschód dojeżdża się do kibucu Chulda, natomiast jadąc na północny zachód dojeżdża się do miasteczka Kirjat Ekron i drogi ekspresowej nr 40 (Kefar Sawa–Ketura). Droga nr 4233 prowadzi na północ do moszawów Ganne Jochanan i Jacic.

## Miasta partnerskie
- Meudon (Francja)
- Calgary (Kanada)
- Celle (Niemcy)